# Буфотоксин

Буфотоксин — яд небелковой природы, эфир буфогенина с дипептидом субериларгинином. В качестве буфогенина в буфотоксине присутствует буфодиенолид буфоталин.
Из жаб, обитающих на территории бывшего СССР, содержится в кожном секрете обыкновенных, зелёных, камышовых и монгольских жаб. Представляет собой кристаллическое вещество горького вкуса с tразл 204 °C, ограниченно растворимое в полярных органических растворителях и воде. В токсичных дозах вызывает повышение артериального давления, учащение пульса, судороги, фибрилляцию желудочков сердца. Кардиотоническое действие буфотоксина может быть связано с ингибированием активности транспортной АТФ-азы (подобно действию сердечных гликозидов).
Дополнительно: молекулярная масса — 756,93 а. е. м., температура плавления — 204 °C, растворим в воде. Летальная доза (ЛД50)- 0,3 мг/кг (кошки, внутривенно).